# Ava av Ribagorza
Ava av Ribagorza, född 942, död 995, var grevinna av Kastilien, gift med greve García Fernández av Kastilien. 
Hon var dotter till greve Ramon II av Ribagorza och Garsenda de Fezensac. Hon gifte sig med García Fernández av Kastilien före 960. Paret fick flera barn. 
Ava nämns vid flera tillfällen då hon deltog i donationer till kloster och kyrkliga inrättningar med sin make. I Kastilien ska hon ha varit en centralfigur för den del av hovet som förespråkade en fredspolitik mot morerna, medan hennes make bedrev en militär konfrontationspolitik. 
Ava ska ha uppmuntrat sin son Sanchos uppror mot sin far, vilket ledde till en tillfällig delning av Kastilien mellan far och son, där Ava stod på sin sons sida.  
Hon är dock främst känd som centralfigur i flera så kallade "svarta legender" som utmålar henne i dåligt ljus. 
I la llegenda de la comtessa traïdora ('Legenden om den förrädiska grevinnan'), påstås hon ha varit otrogen med Al-Aziz Billah och sedan förrått sin make, som genom hennes förräderi kunde tillfångatas och dödas av morerna. Därefter ska hon ha försökt förgifta hans efterträdare (sin egen son), för att hon ville gifta sig med Al-Aziz Billah; men dog, då sonen istället tvingade henne att dricka ur giftbägaren. 
Den svarta legenden om Ava kan möjligen tillskrivas det faktum att hon var utsatt för misstänksamhet från början i egenskap av utlänning, och sedan väckte ytterligare ovilja när hon förespråkade en fredspolitik gentemot morerna snarare än reconquistan. 
Ava uppges ha avlidit 995. Hon nämns sist 988. När hennes son år 1010 invaderade hennes hemland, fick hennes dotter Mayor halva Ribagorza genom arvsrätt efter sin mor Ava. 